# ティル・バルシプ
ティル・バルシプ（Til Barsip、またはティル・バルシブ Til Barsib）はユーフラテス川の左岸（東側）にあった古代都市の遺跡。現在のシリア西部、トルコとの国境から南へ20kmほどの位置にあった。現在はテル・アフマル（Tell Ahmar）という遺丘が存在する。
この地には早くとも新石器時代から集落があったが、テル・アフマルに残る遺跡のうち重要なものは鉄器時代のものである。ティル・バルシプは近隣のカルケミシュ、グザナ、アルパドなどと同様、アラム人のシロ・ヒッタイト国家群の中心となった。ティル・バルシプは小さな部族国家ビート・アディニ（Bît-Adini）の首都となったが、アッシリアによって紀元前9世紀に陥落した。街はアッシリア王シャルマネセル3世にちなんで「カル＝シュルマヌ＝アシャレドゥ」（Kar-Šulmānu-ašarēdu）と改名され、ユーフラテス川沿岸の戦略的に重要な都市としてこの地域のアッシリア帝国の行政の中心となる。
テル・アフマルの遺跡は1930年代にフランスの考古学者フランソワ・テュロー・ダンジャン（François Thureau-Dangin）により開始された。彼らは鉄器時代の都市遺跡、および青銅器時代初期の地下墳墓（hypogeum）と副葬品の大量の土器を発見した。イシュタル神が浮き彫りになったものなど、重要な石碑（石柱）も3つ発見された。これらの記録は、紀元前8世紀のアラム人の王バル・ガヤフ（Bar Ga'yah、アッシリアの知事シャムシ＝イル Shamshi-ilu と同一人物と考えられる）がどのように近隣の国家アルパドと条約を結んだかが書かれている。また近年の調査では精巧な象牙細工多数も発見されている。